# 성주 (가수)
성주(본명: 김성주, 金聖柱, 1994년 2월 16일~)는 대한민국의 가수이자 배우로, 2014년 10월 16일 데뷔한 보이 그룹 《유니크》의 메인 보컬 등을 맡고 있었다.

## 학력
- 안양예술고등학교 연극영화학과 (졸업)
- 글로벌사이버대학교 방송연예학과 (재학)

## 음반 목록

### 싱글
- 2019년 10월 18일 〈네가 알면 좋겠다 (你懂就好了)〉

### 피처링
- 2017년 11월 6일 〈Act.1〉 (11호 Feat 성주)
- 2018년 5월 10일 〈White chocolate〉 (SS Feat 성주)
- 2018년 8월 5일 〈꿀〉 (Apollo11호 Ekko 성주)
- 2019년 10월 9일 〈No Plan〉 (O.A (Feat.사토시 성주)

### 참여 음반
- 2016년 6월 21일 〈Flying at Night (Chinese version)〉
- 2017년 4월 3일 〈그녀는 거짓말을 너무 사랑해 OST〉 - 괜찮아, 난 (Crude Play)
- 2017년 4월 3일 〈그녀는 거짓말을 너무 사랑해 OST〉 - Peterpan (Crude Play)
- 2017년 4월 25일 〈그녀는 거짓말을 너무 사랑해 OST〉 -In Your Eyes (Crude Play)
- 2018년 5월 6일 〈미치겠다 너땜에 OST〉 - 미치겠다 (Crazy)

## 음반 외 활동

### 출연작
- 2016년 《奇妙的時光之旅 Magical Space-Time》 - 彭振東 역
- 2017년 《그녀는거짓말을너무사랑해》 - 유시현 역
- 2017년 《명불허전》 - 김민재 역
- 2018년 《미치겠다, 너땜에!》 - 윤회남 역
- 2018년 《내 뒤에 테리우스》 - 라도우 역

### 텔레비전 프로그램
- 2015년 《학교다녀오겠습니다》
- 2016년 《니하오차이나》
- 2016년 《기묘적시광지려》
- 2017년 《명불허전》